# Padesát odstínů černé
Padesát odstínů černé (v anglickém originále Fifty Shades of Black) je americký komediální film z roku 2016. Režie se ujal Michael Tiddes. Hlavní roli hraje Marlon Wayans. Snímek je parodií romantického dramatu z roku 2015 Padesát odstínů šedi. Do kin byl uveden 29. ledna 2016, v českých kinech měl premiéru o den dříve. Snímek se stal posledním filmem pro Florence Henderson, která zemřela v listopadu 2016.

## Obsazení
| Marlon Wayans      | Christian Black                  |
| Kali Hawk          | Hannah Steale                    |
| Jenny Zigrino      | Kateesha                         |
| Jane Seymourová    | Claire Black, Christianova matka |
| Fred Willard       | Gary Black, Christianovo otec    |
| Mike Epps          | Ron, Hannah otec                 |
| Irene Choi         | Mai Black                        |
| King Bach          | Jesse                            |
| Mircea Monroe      | Becky                            |
| Affion Crockett    | Eli Black                        |
| Kate Miner         | Ashley                           |
| Florence Henderson | paní Robinsonová                 |
| Dave Sheridan      | Velká záhada                     |

## Děj
Hannah (Kali Hawk) je neatraktivní studentka vysoké školy, které je poslána do budovy společnosti Black Enterprises udělat rozhovor s bohatým podnikatelem Christianem Blackem (Marlon Wayans). I přes to, že si nevydělal své peníze poctivou cestou (chvilku dokonce pracovat jako striptér), zamiluje se do něj, brzy však zjistí, že to není zrovna romantik.

## Produkce
3. června 2015 společnost Open Road Films oznámila, že má americká práva na distribuci filmu, vytvořeného za 5 milionů dolarů.Natáčení začalo 11. srpna 2015 v Los Angeles.

## Přijetí

### Tržby
Film vydělal 11,7 milionů dolarů v Severní Americe a 10,5 milionů dolarů v ostatních oblastech, celkově tak vydělal 22,2 milionů dolarů po celém světě. Rozpočet filmu činil 5 milionů dolarů. V Severní Americe byl oficiálně uveden 29. ledna 2016, společně s filmy Kung Fu Panda 3, Do posledního dechu a Jane Got a Gun. Byl projektován výdělek 10–11 milionů dolarů za první víkend z 2 075 promítacích sálů. Za čtvrteční premiérový večer obdržel 275 tisíc dolarů, za první den 2,3 milionů dolarů. Celkově tak za první víkend vydělal 5,9 milionů dolarů. 19. dubna 2016 byl film vydán na DVD a Blu-ray.

### Recenze
Na recenzní stránce Rotten Tomatoes získal ze 42 započtených recenzí 7 procent s průměrným ratingem 2,8 bodů z deseti. Na serveru Metacritic snímek získal z 11 recenzí 28 bodů ze sta. Na Česko-Slovenské filmové databázi snímek získal 36%.

### Ocenění
Snímek získal tři nominaci na cenu Golden Trailer Award (ocenění za nejlepší trailery), a to v kategoriích nejlepší komedie za „Spanked“ a nominaci na ocenění Golden Fleece televizní spot za „Shadiest“ a „Book Club“. Spot „Shadiest“ si cenu odnesl domů.